# Lotna
Lotna ist ein polnischer Spielfilm von Andrzej Wajda aus dem Jahre 1959.

## Handlung
Der Film erzählt die Geschichte der Schimmelstute Lotna, die von ihrem Eigentümer dem Rittmeister Chodakiewicz übergeben wird. Chodakiewicz befehligt eine Schwadron Ulanen. Diese Kavallerie gilt als der große Stolz der polnischen Armee. Als die deutsche Wehrmacht Polen 1939 überfällt, kommt auch die Schwadron von Chodakiewicz mit Lotna zum Einsatz. Hoffnungslos unterlegen kämpfen die Ulanen zu Pferd gegen Panzer an, ähnlich wie im realen Gefecht bei Krojanty, das von der Propaganda mehrerer Länder verfälscht dargestellt wurde.
Schließlich fällt Chodakiewicz; Lotna geht an den Fähnrich Jerzy. Seine Einheit kann sich in das heimatliche Dorf von Lotna retten, wo Jerzy die junge Ewa heiratet. Die Einheit muss wieder in den aussichtslosen Kampf ziehen; dieser entwickelt sich zu einer Flucht, bei der sie von Kampfflugzeugen bombardiert wird. Schließlich fällt auch Jerzy. Lotna wechselt mit jedem Tod eines der Helden ihren Besitzer und erfährt schließlich den Gnadentod. Am Ende des Films zerteilen die wenigen Überlebenden der Schwadron deren Standarte, um sie für die Wiedererrichtung von Schwadron und Vaterland aufzubewahren.

## Kritiken
„Wajdas Film versucht wenig überzeugend, Sinnlosigkeit und Absurdität des Krieges aufzuzeigen. Ästhetisierende Kameraarbeit, schwache Charakterzeichnung durch die Darsteller und mangelnde atmosphärische Dichte unterlaufen diese Absicht.“